# Біг Волтер Прайс
Біг Во́лтер Прайс (англ. Big Walter Price), справжнє ім'я Во́лтер Тре́віс Прайс (англ. Walter Travis Price; 2 серпня 1914, Гонсалес, Техас — 7 березня 2012, Х'юстон, Техас) — американський блюзовий співак, піаніст, автор пісень.

## Біографія
Віллі Прайс (повне ім'я Волтер Тревіс Прайс) народився 2 серпня 1914 року (за деякими даними у 1917 році) на бавовняній фермі в окрузі Гонсалес, штат Техас. З трьох років хлопчика виховував його дядько, К. В. Галл, і тітка, з якими у 1928 році переїхав у Сан-Антоніо. У шкільні роки Віллі підробляв: працював у полі, продавав газети, натирав взуття, мив посуд. Потім зацікавився музикою і почав співати спірічуелс у госпел-гурті the Northern Wonders. Після школи працював на Техаській і Тихоокеанській залізниці і на той час почав співати блюз і грати на фортепіано у стилі баррелхаус у місцевих клубах.
У 1955 році зробив перші записи (включаючи «Calling Margie») на сан-антонійському лейблі TNT Records. Невдовзі після цього переїхав у Х'юстон, де отримав прізвисько «буревісник» (англ. thunderbird). З гуртом the Thunderbirds записав декілька синглів на Peacock в Х'юстоні у 1956—1957 роках, включаючи «Shirley Jean», «Gambling Woman» і «Pack Fair and Square». З цього часу і впродовж 1960-х Прайс записувався на різних незалежних лейблах у Техасі, Луїзіані і Міссісіпі, серед яких Goldband, Myrl, Jet Stream і Tear Drop. Деякі з цих записів (включаючи дві композиції, на яких взяв участь гітарист Альберт Коллінс) були перевидані на LP чи CD на лейблах Ace, Collectables, Edsel, Flyright, MCA, P-Vine і Rhino.
В Х'юстоні Прайс володів музичною крамницею з продажу платівок і працював диск-жокеєм. Як актор зіграв роль проповідника у фільмі «Шугар Хілл» (1974) і виступав на сцені місцевих театрів.
Помер 7 березня 2012 року у віці 97 років в будинку для престарілих в Х'юстоні.

## Дискографія
- «Calling Margie»/«Junior Jumped In» (TNT, 1955) як Big Walter and His Thunderbirds
- «Shirley Jean»/«Gambling Woman» (Peacock, 1955) як Big Walter and Combo
- «Pack Fair and Square»/«Hello Maria» (Peacock, 1956) як Big Walter and the Thunderbirds
- «Just Looking for a Home»/«You're the One I Need» (Peacock, 1956) як Big Walter and the Thunderbirds
- «I Gotta Go»/«I'll Cry for You» (Peacock, 1957)
- «Can't Stand to Lose»/«Ramona» (Peacock, 1958)
- «San Antonio»/«Crazy Dream» (Goldband, 1958)
- «Watusie Freeze» (ч.1)/«Watusie Freeze» (ч.2) (Myrl)
- «It's How You Treat Me»/«Feelin' a Little Worried» (Myrl)